# Collachium
El Collachium (del griego Κολλάκιον, también llamado Kastello, Καστέλλον) fue originalmente la parte de la ciudad de Rodas reservada a los hermanos hospitalarios de la Orden de San Juan de Jerusalén. También se encuentra un collachium en el castillo de San Pedro en Bodrum y en el castillo de Neratzia, ambos en la isla de Cos. Posteriormente, el término se aplicó, en Malta, a la localidad de Birgu y a toda la localidad de La Valeta.

## Collachiumde Rodas

### Estructura

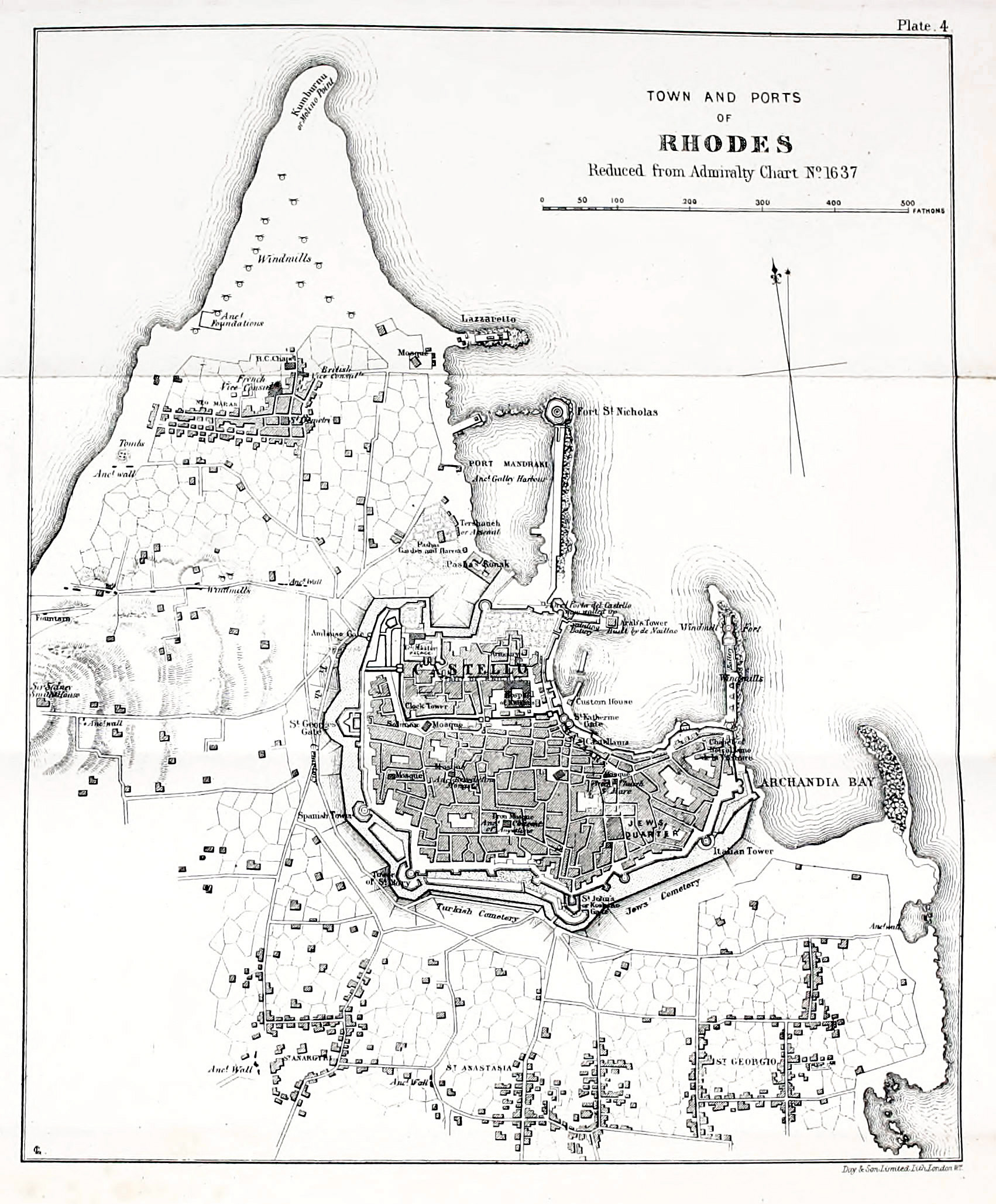
Plano de Rodas en 1865. El Collachium corresponde a la zona denominada “Castello". En Charles Thomas Newton, Travels & Discoveries in the Levant.

Tras la captura de la isla de Rodas, los Hospitalarios se establecieron en la ciudad de Rodas tomando posesión del castrum bizantino. Rodeada por una muralla, flanqueada por ocho torres, medía aproximadamente 200 metros de norte a sur y 380 metros de este a oeste. El palacio de los grandes maestros ocupa el lugar de la antigua acrópolis bizantina. La iglesia del convento está construida al lado del palacio. La calle principal del Castillo, hoy Calle de los Caballeros, conecta el palacio y la iglesia del convento con la iglesia metropolitana griega que se convierte en la sede del arzobispado latino. Dentro de este perímetro se ubicaban todos los edificios principales de la Orden, el palacio maestre, la iglesia conventual, el hospital, la catedral latina, el arsenal, el tesoro y la casa de moneda, el arsenal, el tesoro y la casa de moneda Posteriormente, con la creación de estos organismos administrativos denominados «lenguas hospitalarias», los diferentes albergues hospitalarios (de Auvernia, Francia, Italia...) se ubicaban en el interior del colachium, principalmente a lo largo de la calle principal.

### Función
Cabe señalar que el collachium también estaba destinado a reunir a los hermanos del hospital e impedirles salir del recinto por la noche. Por tanto, vivían dentro de las murallas, mientras que la población, principalmente griega, vivía fuera del recinto, en la parte llamada borgo (burgo). Antes de la instalación de los Hospitalarios, residía dentro del castrum bizantino, pero se vio obligado a trasladarse al suburbium, extramuros, aunque algunos permanecieron en el collachium, del que, sin embargo, fueron excluidos durante importantes sucesos hospitalarios, como en 1437 durante la elección del gran maestre.
Por lo tanto, si las dos poblaciones estaban claramente separadas –y el colaquio tenía puertas que se cerraban por la noche–, Anthony Luttrell señala que “después de 1309, [su] objetivo (...) era incluir o confinar a los hermanos del hospital en lugar de excluir a los demás». Por otro lado, el colaquio sirvió de refugio a toda la población durante los ataques turcos.